# Патерсон (Арканзас)
Патерсон (енгл. Patterson) град је у америчкој савезној држави Арканзас.

## Демографија
По попису из 2010. године број становника је 452, што је 15 (-3,2%) становника мање него 2000. године.
| Група             | 2000.       | 2010.       |
| Белци             | 342 (73,2%) | 346 (76,5%) |
| Афроамериканци    | 109 (23,3%) | 88 (19,5%)  |
| Азијати           | 0 (0,0%)    | 0 (0,0%)    |
| Хиспаноамериканци | 8 (1,7%)    | 0 (0,0%)    |
| Укупно            | 467         | 452         |